# Snön på Kilimanjaro (2011)
Snön på Kilimanjaro (Les Neiges du Kilimandjaro) är en fransk film av Robert Guédiguian som hade premiär den 16 november 2011.

## Handling
Michel blir uppsagd från jobbet. Han och Marie-Claire får en Afrikasemester i present. De blir utsatta för ett brutalt rån där Michel känner igen en jobbarkompis bland förövarna, som har två försummade småbröder att se efter.

## Roller
- Ariane Ascaride : Marie-Claire
- Jean-Pierre Darroussin : Michel
- Gérard Meylan : Raoul
- Marilyne Canto : Denise
- Grégoire Leprince-Ringuet : Christophe
- Anaïs Demoustier : Flo
- Adrien Jolivet : Gilles
- Robinson Stévenin : Polis
- Karole Rocher : Christophes mamma
- Julie-Marie Parmentier : Agnès
- Pierre Niney : Servitören
- Yann Loubartière : Jules
- Jean-Baptiste Fonck : Martin
- Emilie Piponnier : Maryse
- Raphaël Hidrot : Jeannot
- Anthony Decadi : Gabriel
- Frédérique Bonnal : Martine
- Miguel Ferreira : Serge Kasparian